# Erich Welt
Erich Welt (* 14. Januar 1928) ist ein ehemaliger österreichischer Radrennfahrer und nationaler Meister im Radsport.

## Sportliche Laufbahn
Welt startete bei den Olympischen Sommerspielen 1948 in London im Sprint und im Tandemrennen, wobei er mit Kurt Nemetz den 9. Platz belegte.
Welt gewann die nationale Meisterschaft im Sprint 1950 und 1953.